# Emplocia bifenestraria
Emplocia bifenestraria là một loài bướm đêm trong họ Geometridae.